# حاج إسماعيل
حاج إسماعيل (بالفارسية: حاج اسماعیل) هي قرية تقع في قسم بيزكي الريفي (مقاطعة تشناران) في إيران. يقدر عدد سكانها بـ 52 نسمة .